# Asterope (Tochter des Atlas)
Asterope (altgriechisch Ἀστερόπη Asterópē) oder Sterope (Στερόπη Sterópē) ist eine der Plejaden in der griechischen Mythologie.
Sie ist eine Nymphe und Tochter des Atlas und der Okeanide Pleione. Durch Ares wurde sie die Mutter des Oinomaos, des Königs von Pisa in Elis. In anderen Erzählungen war sie die Ehefrau des Oinomaos oder wurde zusammen mit ihren Schwestern lange Zeit von Orion verfolgt und von Zeus schließlich gerettet, indem er sie alle in Tauben verwandelte und als Siebengestirn in den Himmel versetzte.